# Funerais militares nos Estados Unidos

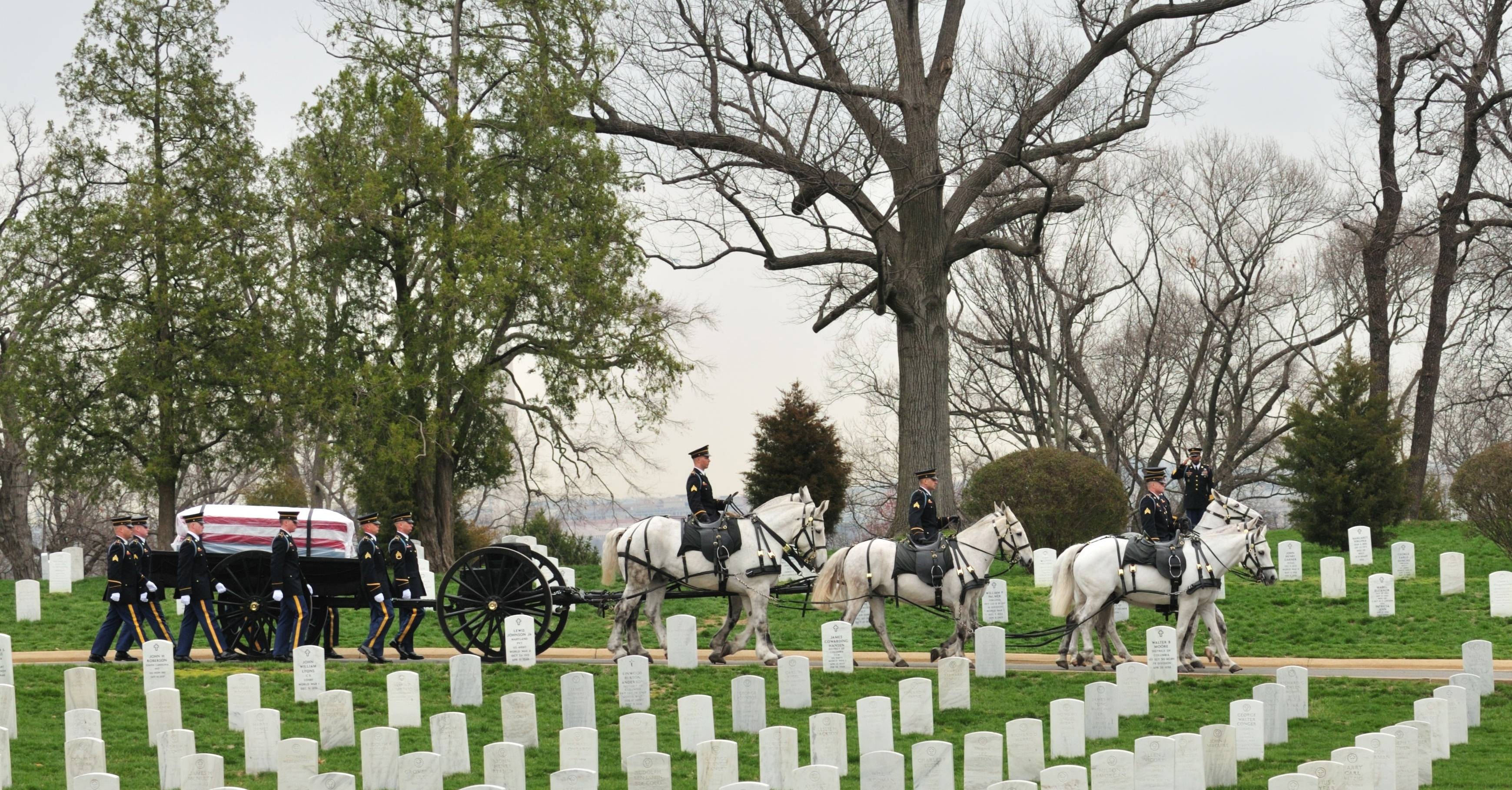
O Pelotão de Caixões do Exército dos Estados Unidos do 3.º Regimento de Infantaria "A Velha Guarda" transporta o caixão coberto pela bandeira do Sargento-mor do Exército George W. Dunaway em um armão puxado por cavalos durante um cortejo fúnebre militar no Cemitério Nacional de Arlington, 2008.

Um funeral militar nos Estados Unidos é um memorial ou rito de sepultamento conduzido pelas Forças Armadas dos Estados Unidos para um Soldado, Fuzileiro Naval, Marinheiro, Aviador, Guardião ou Guarda Costeiro que morreu em batalha, um veterano, ou outras figuras militares proeminentes ou um presidente. Um funeral militar pode apresentar guardas de honra, o disparo de tiros de salva como uma saudação, tambores e outros elementos militares, com uma bandeira pendurada sobre o caixão.
Nos Estados Unidos, o Distrito Militar de Washington (MDW) é responsável por fornecer funerais militares. "Honrando aqueles que serviram" é o título do programa para instituir um funeral militar digno com honras totais aos veteranos da nação.
A partir de 1º de janeiro de 2000, a Seção 578 da Lei Pública 106-65 da Lei de Autorização de Defesa Nacional determina que as Forças Armadas dos Estados Unidos devem fornecer a prestação de honras em um funeral militar para qualquer veterano elegível, se solicitado por sua família. Conforme determinado pela lei federal, uma equipe de guarda de honra para o enterro de um veterano elegível deve consistir em não menos que dois membros das Forças Armadas. Um membro da equipe deve ser um representante do serviço armado principal do veterano falecido. A equipe da guarda de honra irá, no mínimo, realizar uma cerimônia que inclui a dobradura e apresentação da bandeira dos Estados Unidos para o parente mais próximo e o toque de Taps que será tocado por um corneteiro solitário, se disponível, ou por gravação de áudio. Atualmente, há tão poucos corneteiros disponíveis que as Forças Armadas dos Estados Unidos muitas vezes não podem fornecer um. No entanto, a lei federal permite que as unidades da Reserva e da Guarda Nacional auxiliem com o dever de honras funerárias quando necessário.

## Elegibilidade

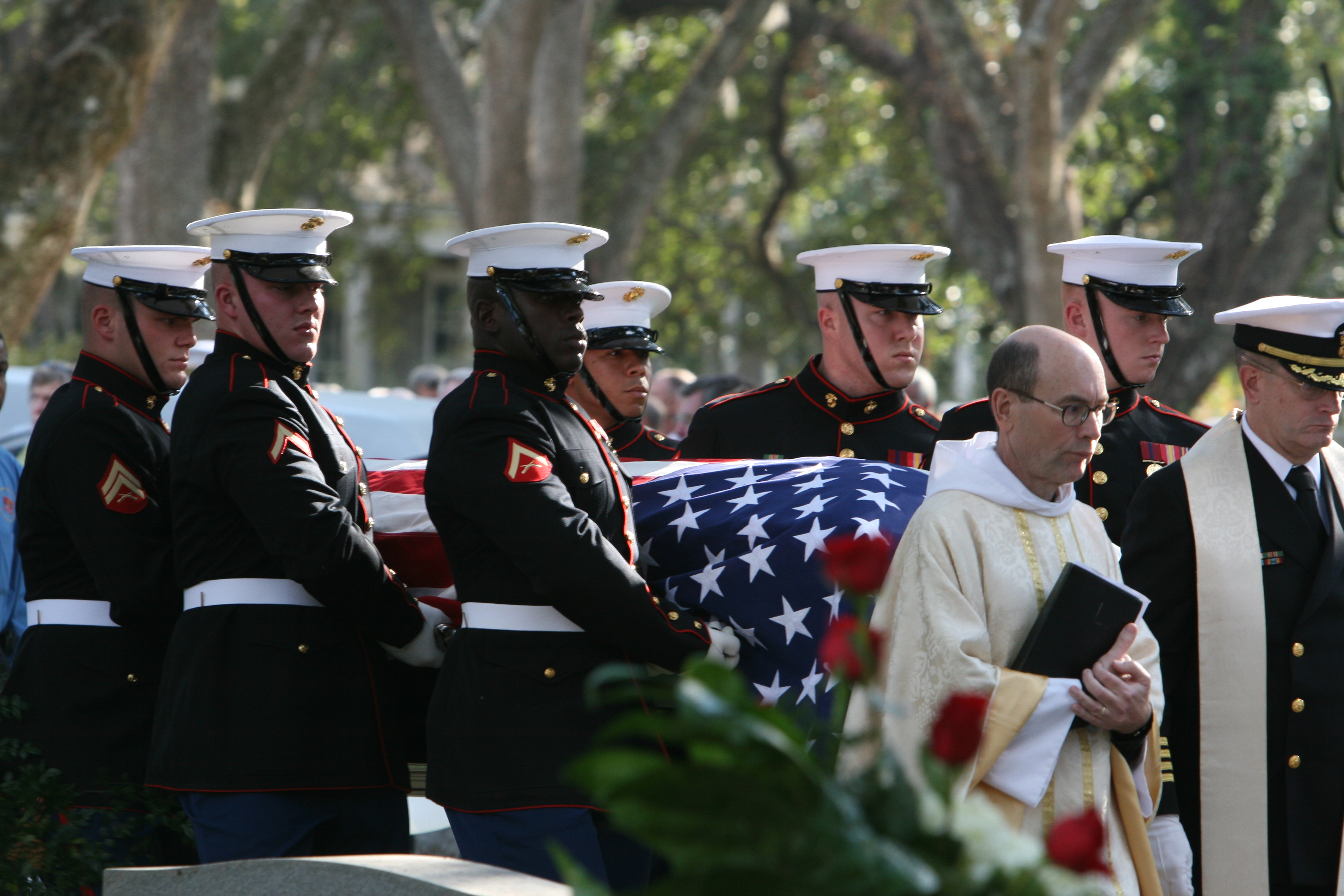
Um capelão militar é visto liderando guardas de honra oriundos do Corpo de Fuzileiros Navais dos Estados Unidos enquanto eles carregam o caixão do general Robert H. Barrow para o local do sepultamento.

Geralmente, a lei federal permite honras funerárias militares para todos os veteranos que foram dispensados em circunstâncias "que não sejam desonrosas". Os diretores funerários exigirão o Formulário DD 214 do veterano para estabelecer a elegibilidade.
Aqueles que são elegíveis para funerais militares e honras completas nos Estados Unidos incluem os seguintes:
- Serviço ativo ou Reserva Selecionada nas Forças Armadas dos Estados Unidos.
- Ex-serviço ativo ou Reserva Selecionada que partiu em condições diferentes de desonrosas nas Forças Armadas dos Estados Unidos.
- Ex-militares homens ou mulheres alistados que completaram pelo menos um termo ou período de serviço obrigatório inicial na Reserva Selecionada e partiram em condições diferentes de desonrosas.
- Ex-militares homens ou mulheres que foram dispensados devido a uma deficiência incorrida ou agravada no cumprimento do dever.

## Cerimônia

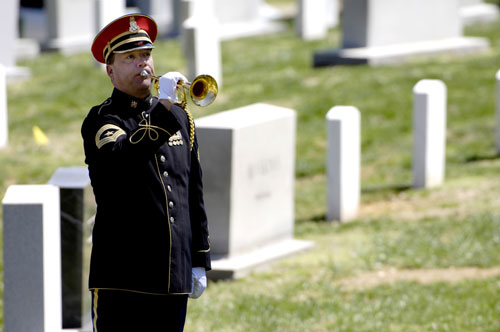
Um corneteiro toca Taps durante o funeral do ex-Secretário de Defesa dos Estados Unidos Caspar Weinberger no Cemitério Nacional de Arlington, 2006.

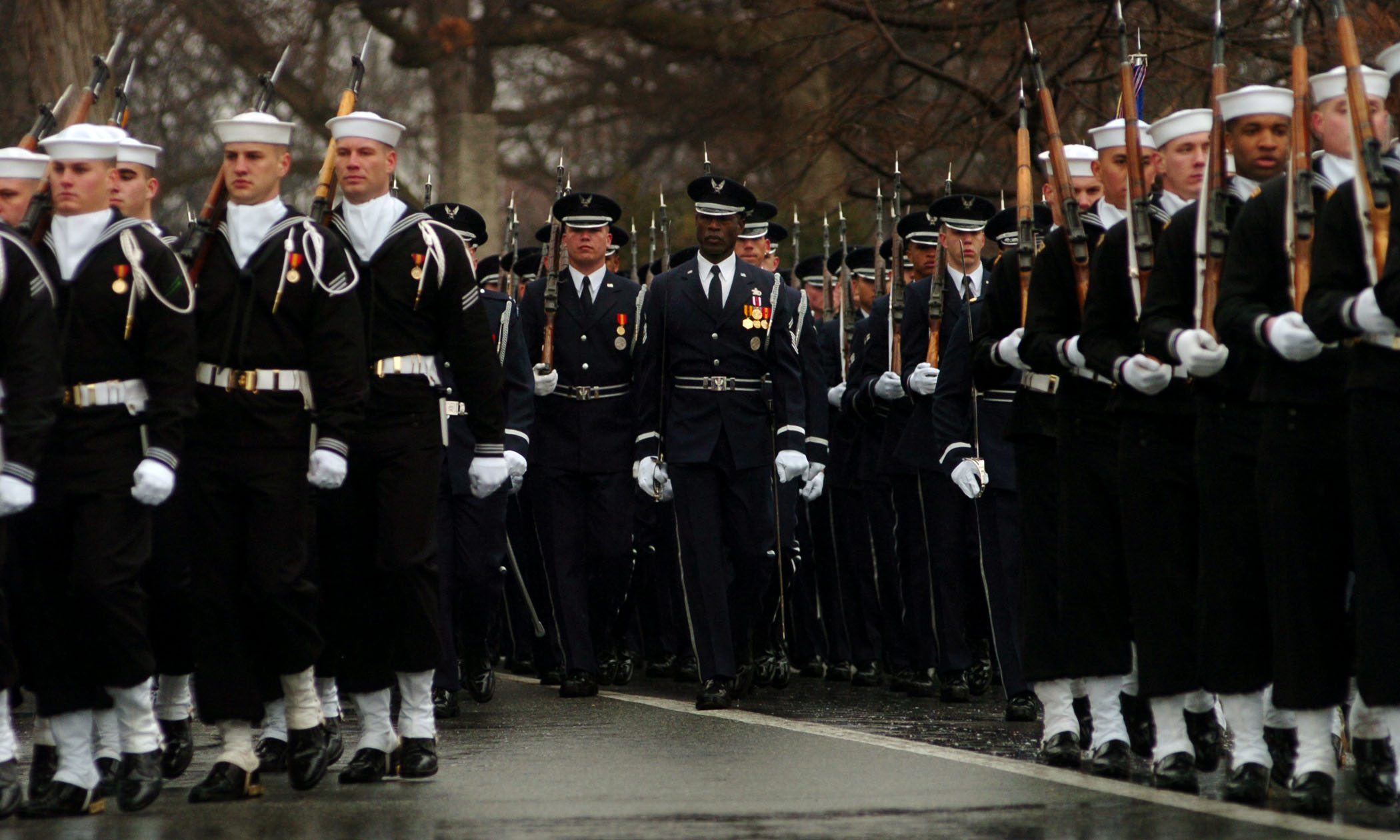
Pelotões de escolta marchando durante o funeral militar do almirante Thomas Hinman Moorer no Cemitério Nacional de Arlington, 2004.

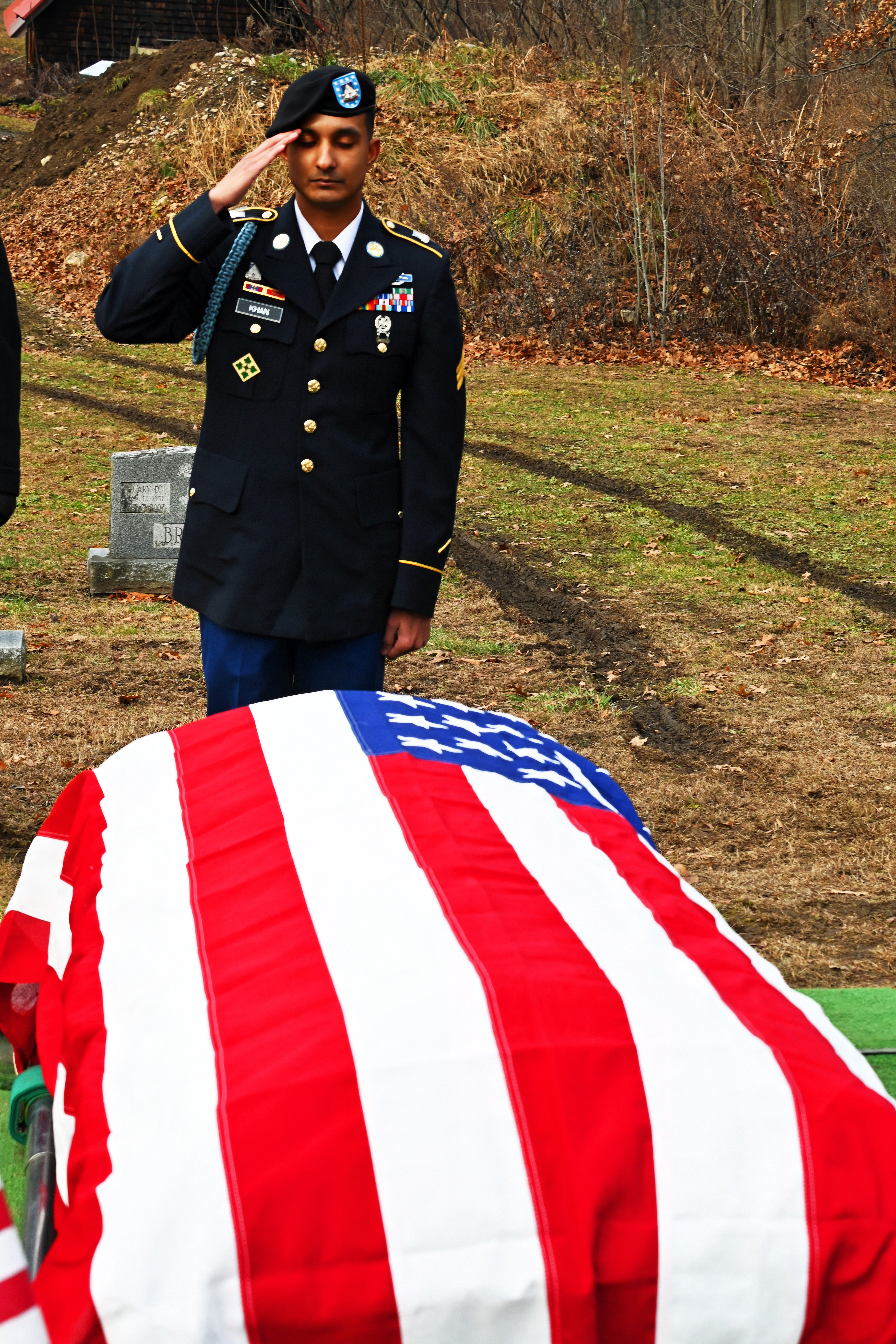
Continência final

Nos Estados Unidos, existem vários tipos de funerais militares, como os realizados no Cemitério Nacional de Arlington, que incluem e omitem certos componentes dependendo do status do falecido (ativo, aposentado, veterano, patente/ocupação).
Os funerais militares de honra padrão incluem o seguinte:
- Um capelão militar para membros da família.
- Um caixão envolto na bandeira dos Estados Unidos e um manto.
- Uma equipe de caixão servindo como guardas de honra em uma função cerimonial sobre os restos mortais e como carregadores de caixão.
- Para funerais de um oficial não comissionado alistado de patente E-9 e oficiais, o caixão é transportado por meio de armões puxados por cavalos. Para todos os outros funerais, o caixão é transportado usando um carro fúnebre.
- Jatos de caça em formação missing man pela Força Aérea dos Estados Unidos podem realizar um sobrevoo aéreo.
- A formação de um grupo de fuzileiros consistindo de um número ímpar de membros do serviço, entre três e sete, disparará uma salva de três voleios (o tamanho varia de acordo com a patente do falecido).
- O toque do Taps é executado por um corneteiro solitário ou por uma gravação de áudio, a uma distância de 30 a 50 metros do local do túmulo, enquanto uma "Continência Final" é feita (em casos específicos com a Academia Militar dos Estados Unidos, um rufar de tambor abafado pode acompanhar o corneteiro).

Os funerais militares com honras completas incluem todas as honras padrão, além das seguintes:
- Para funerais de oficiais comandantes de O-6 (Coronel/Capitão) e acima, um ajaezado, cavalo sem cavaleiro ou motocicleta, simbolizando um líder caído, seguirá os armões.
- Para funerais de oficiais generais e oficiais de bandeira de O-10 (patente de quatro estrelas), uma salva de 17 tiros é disparada; O-9 (patente de três estrelas), uma salva de 15 tiros é disparada; O-8 (patente de duas estrelas), uma salva de 13 tiros é disparada; O-7 (patente de uma estrela), uma salva de 11 tiros é disparada.
- Uma banda militar e um pelotão de escolta participam (o tamanho varia de acordo com a patente do falecido).

Os funerais militares das Forças Armadas incluem todas as honras padrão e completas, além do seguinte:
- Participam pelotões de escolta de todos os seis ramos das Forças Armadas dos Estados Unidos.
- Esses funerais são reservados para o Presidente dos Estados Unidos (como comandante em chefe), o Secretário da Defesa, o Chefe do Estado-Maior Conjunto, e oficiais que receberam comando de múltiplos serviços.
- Em funerais de presidentes, é feita uma salva de 21 tiros usando peças de artilharia e bateria (não confundir com uma salva de três voleios), enquanto todos os outros altos oficiais do Estado recebem salvas de 19 tiros.

Quando um cônjuge ou outro dependente de um membro atual ou antigo das Forças Armadas dos Estados Unidos é enterrado, o serviço militar no qual a parte principal serviu fornecerá uma equipe de caixão e um capelão. Nenhuma outra honraria militar será prestada a menos que o cônjuge tenha servido nas forças armadas.

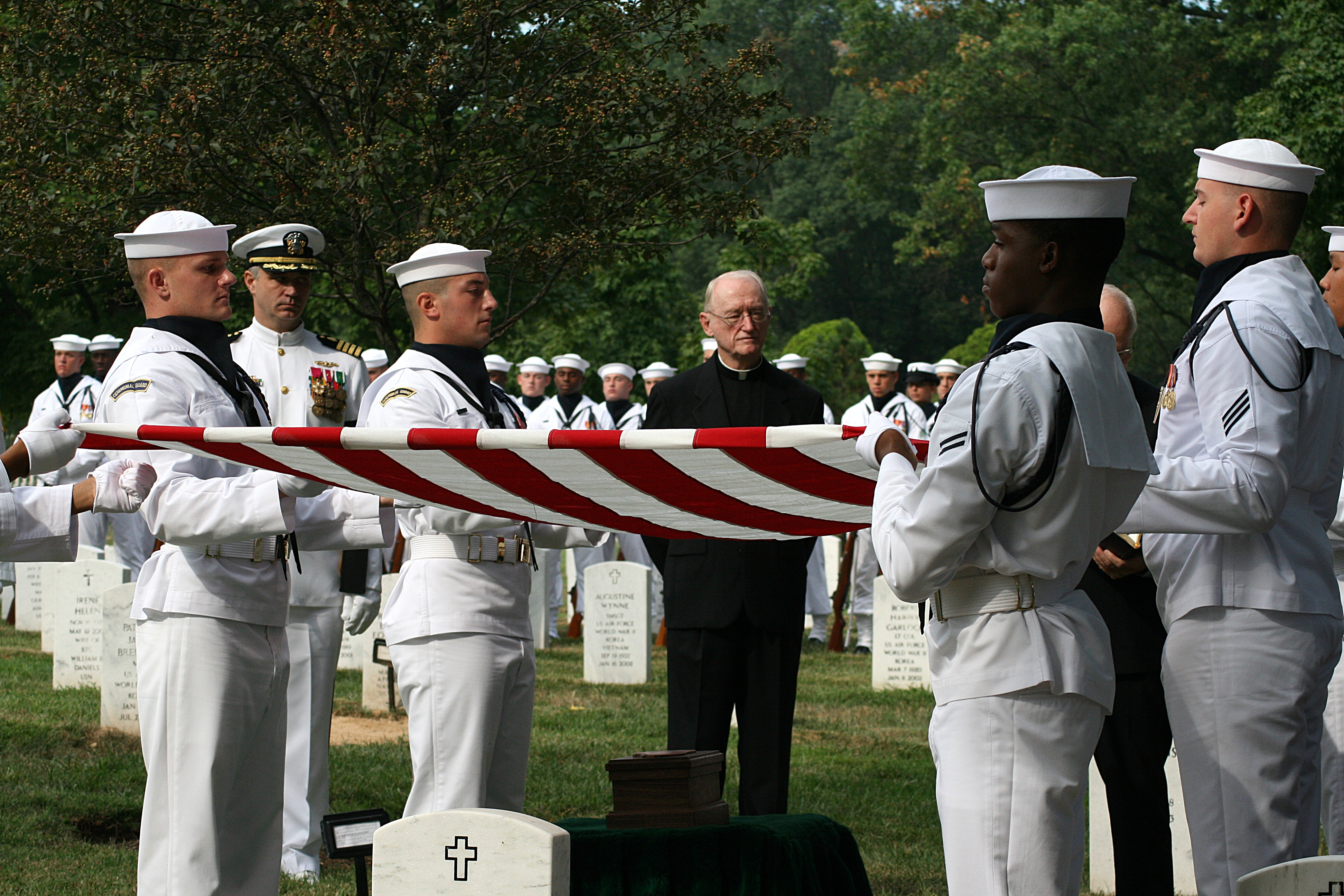
Marinheiros da Marinha dos Estados Unidos dobram a bandeira dos Estados Unidos durante um funeral militar no Cemitério Nacional de Arlington para o capitão Laurie Mosolino, um ex-cirurgião do Corpo Médico da Marinha.

Sequência de dobras da bandeira dos Estados Unidos

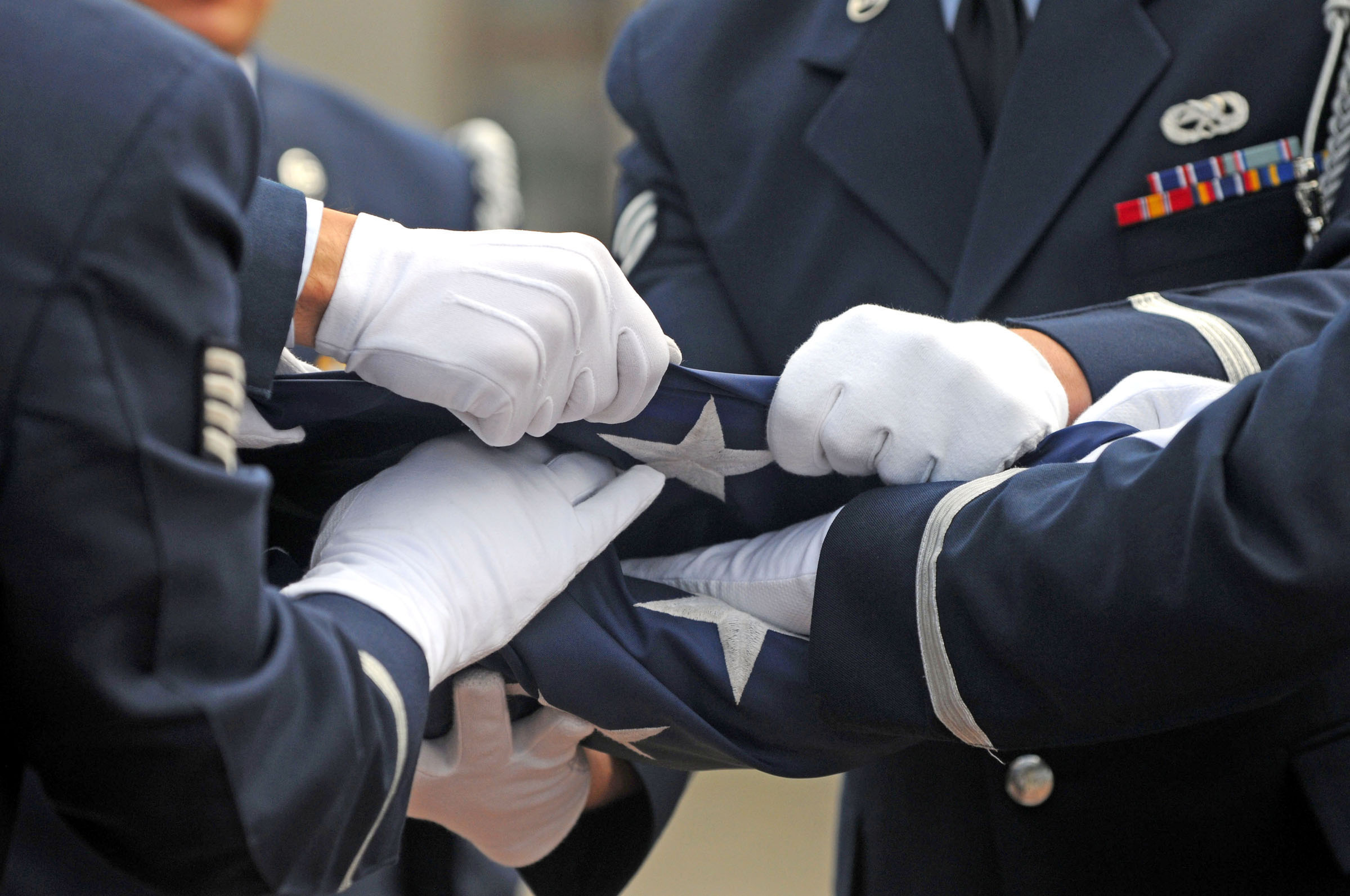
Membros da guarda de honra da 86.ª Ala de Transporte Aéreo realizam uma cerimônia de dobramento da bandeira na Base aérea de Ramstein, Alemanha, 2009.

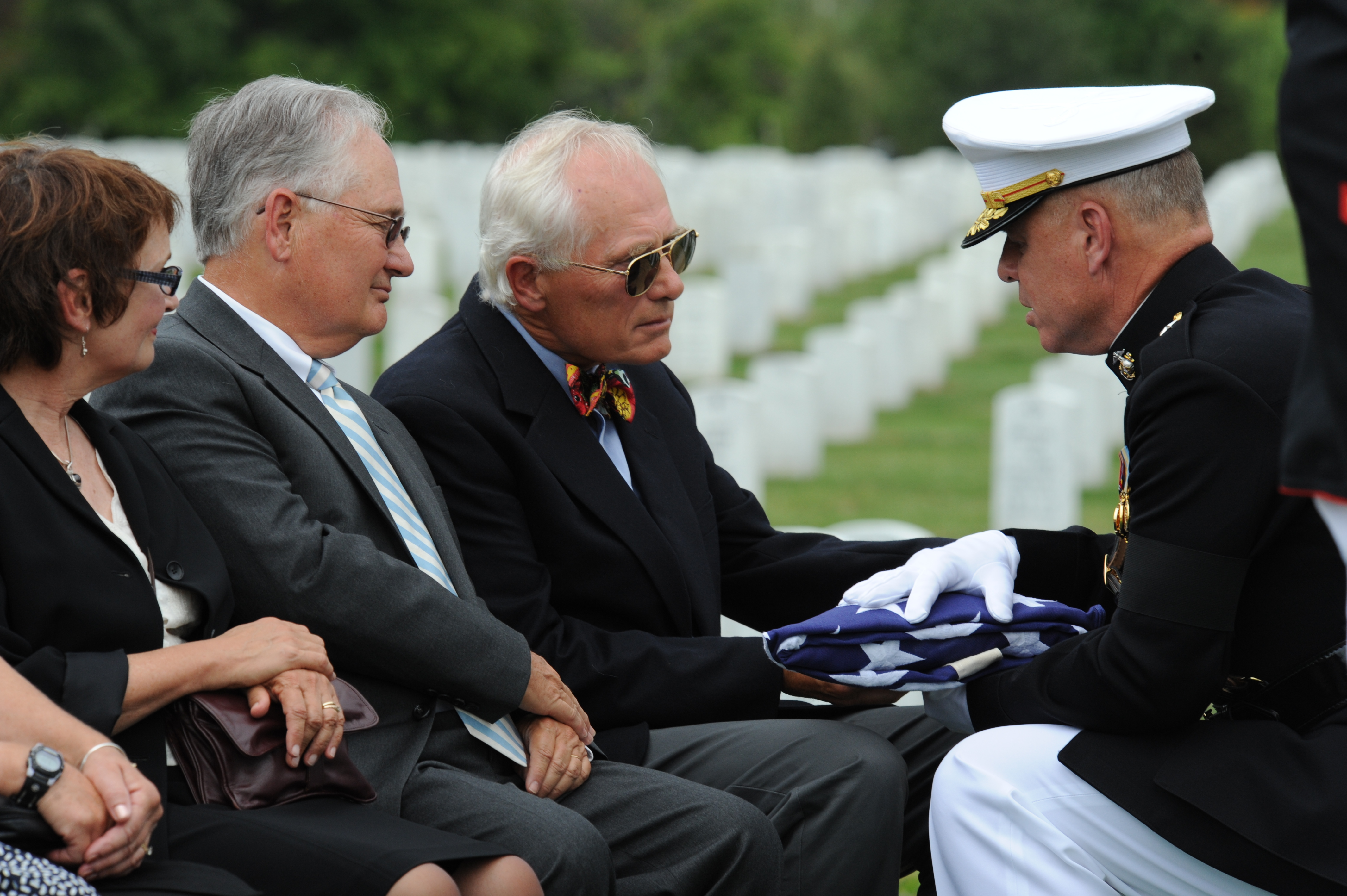
O Inspetor Geral do Corpo de Fuzileiros Navais, brigadeiro-general Kenneth J. Lee, entrega uma bandeira dobrada a Laurence Pope, o filho mais velho do major Everett Pope, ganhador da Medalha de Honra, durante o funeral do major Pope realizado no Cemitério Nacional de Arlington em 15 de setembro de 2009.

A bandeira dos Estados Unidos colocada sobre o caixão é meticulosamente dobrada treze vezes por um total de seis guardas de honra, três de cada lado do caixão. Quando a bandeira está completamente dobrada, as estrelas apontam para cima, o que lembra os americanos de seu lema nacional, In God We Trust. Depois que a bandeira é completamente dobrada e guardada, ela assume a aparência de um chapéu tricorne, lembrando os americanos dos soldados que serviram sob o comando do general George Washington, e dos marinheiros e fuzileiros navais que serviram sob o comando do capitão John Paul Jones, que foram seguidos por seus camaradas e companheiros de navio nas Forças Armadas dos Estados Unidos.
Uma guarda de honra composta por um ou mais ramos das Forças Armadas dos Estados Unidos apresenta a bandeira ao parente mais próximo. O apresentador, um membro do mesmo serviço que o falecido, se inclinará para frente  enquanto apresenta a bandeira dobrada, com a borda reta da bandeira voltada para o destinatário. O apresentador então recita a seguinte redação, que foi padronizada em 20 de abril de 2012:
Em nome do Presidente dos Estados Unidos, dos Estados Unidos (Exército, Corpo de Fuzileiros Navais, Marinha, Força Aérea, Força Espacial ou Guarda Costeira) e de uma nação agradecida, aceite esta bandeira como um símbolo de nossa apreciação pelo serviço honrado e fiel do seu ente querido.
Três cápsulas de balas usadas, cada uma representando uma de três salvas, eram às vezes colocadas nas dobras da bandeira antes de sua apresentação ao parente mais próximo. A intenção era transmitir que a presença das cápsulas de balas provava que uma salva de rifle havia ocorrido em conexão com o funeral do membro. No entanto, essa prática se tornou pouco frequente e raramente é vista atualmente, pois o Título 4, Seção 8(h) do Código dos Estados Unidos especifica que a bandeira não deve ser usada como um receptáculo para segurar nada.

## Cerimônias de rampa
Uma "cerimônia de rampa" é uma cerimônia memorial, não um funeral real, para um soldado morto em uma zona de guerra realizada em um campo de aviação próximo ou em um local onde um avião está esperando nas proximidades para levar os restos mortais do falecido para seu país de origem. O termo está em uso desde pelo menos 2003 e se tornou comum durante as guerras no Iraque e no Afeganistão.

## Galeria

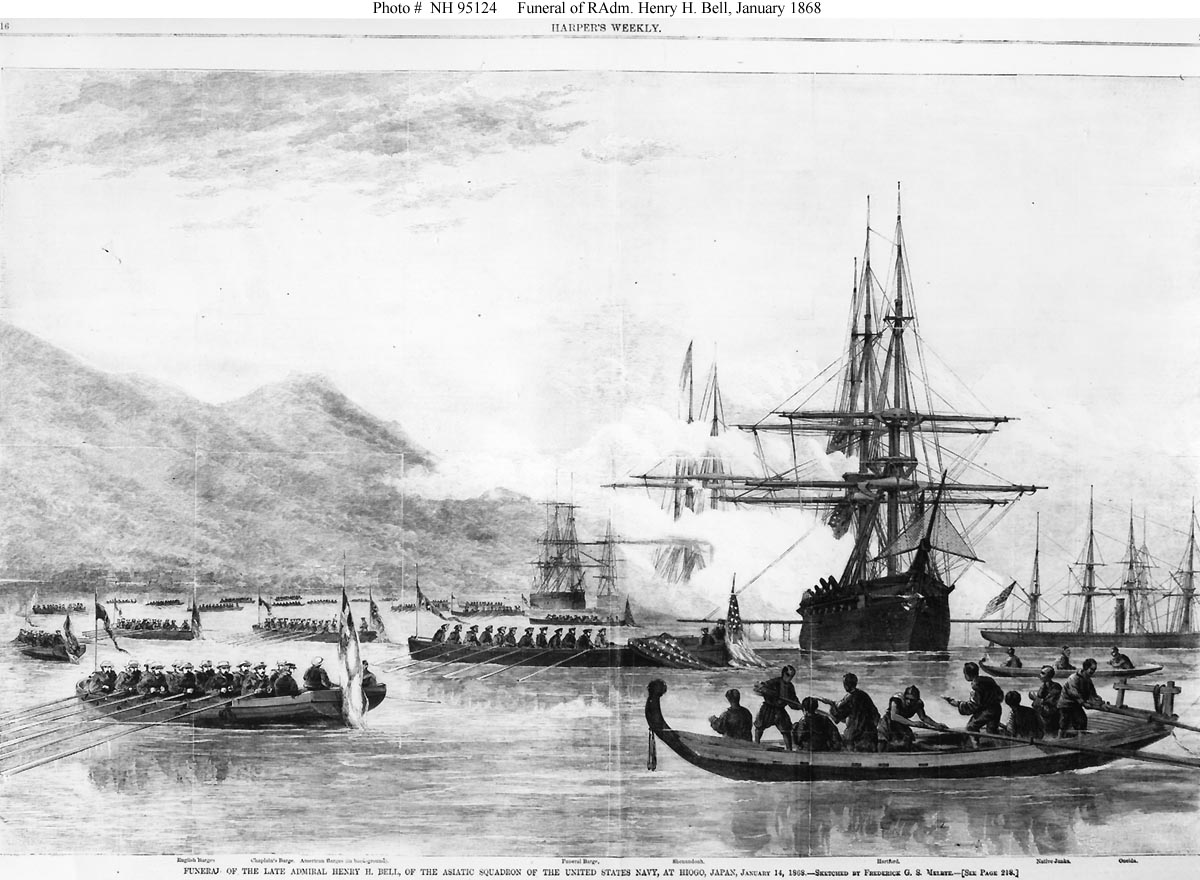
O funeral militar do contra-almirante da Marinha dos EUA Henry H. Bell realizado em Hiogo, Japão, em 14 de janeiro de 1868.
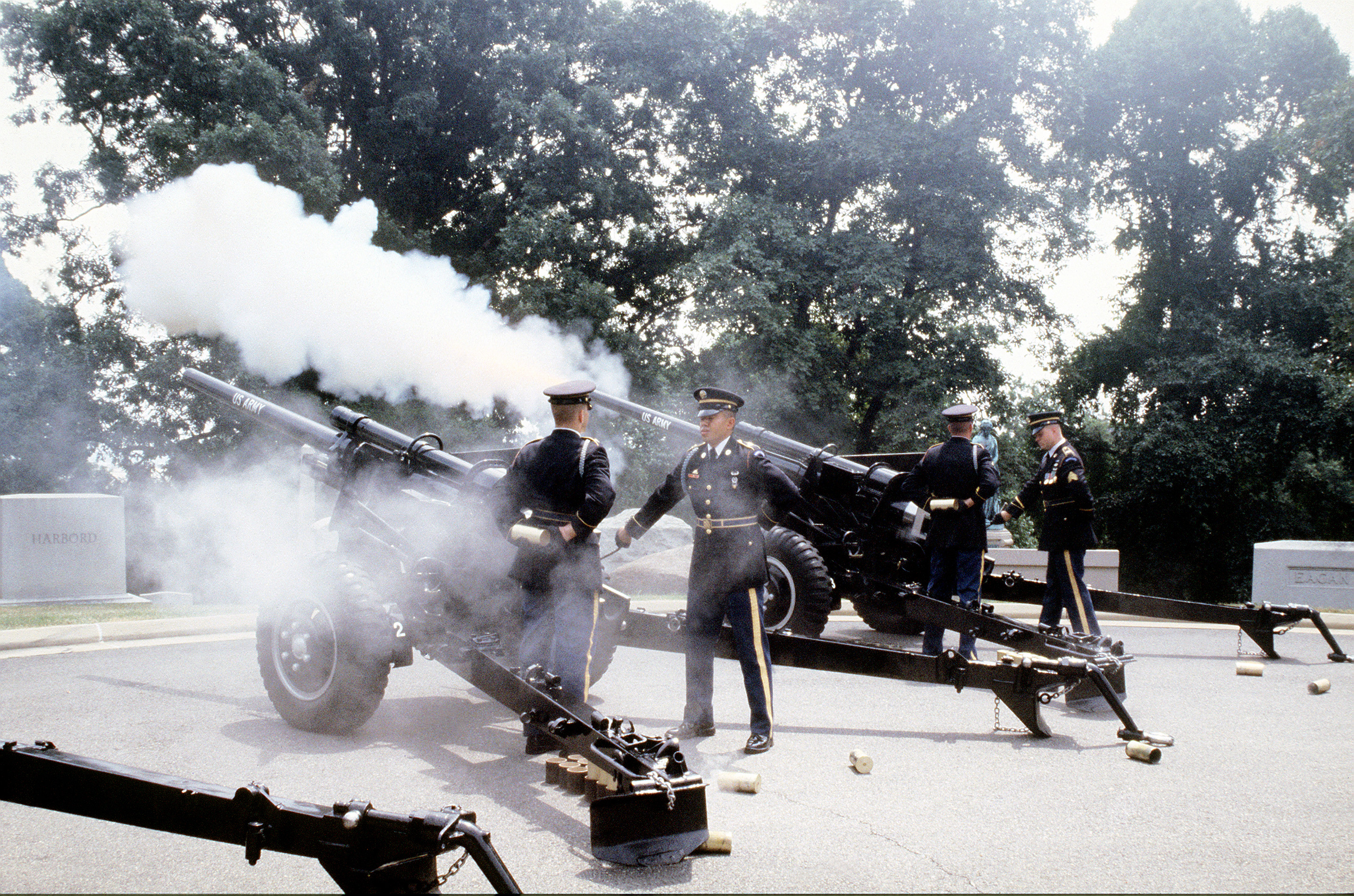
Membros da Bateria de Tiro de Saudação Presidencial, 3.º Regimento de Infantaria, fazem uma salva de tiros com canhões antitanque de 3" durante um funeral militar no Cemitério Nacional de Arlington em 10 de agosto de 1998.
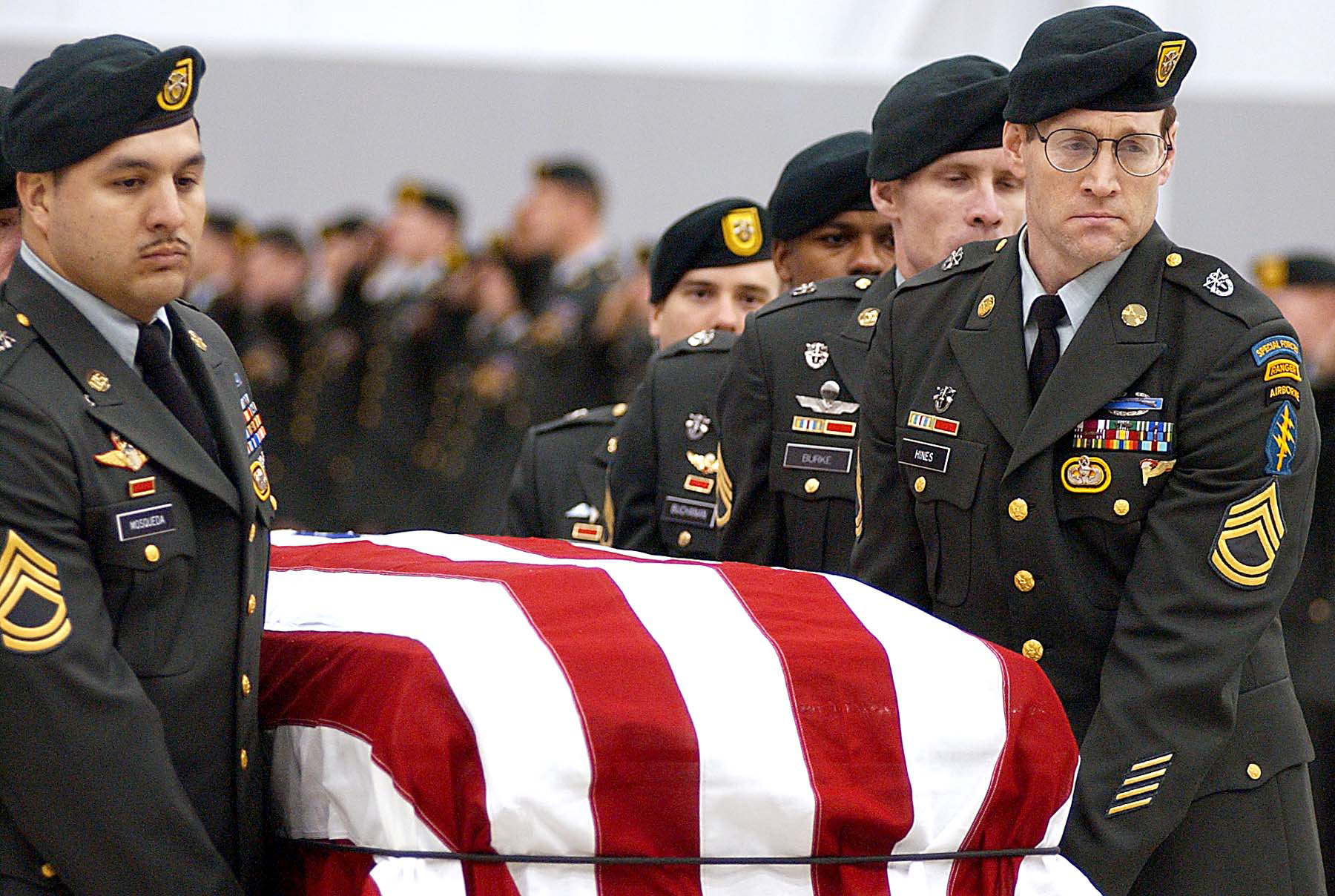
Uma equipe de caixão do 1º Grupo de Forças Especiais carrega o caixão coberto com a bandeira do sargento de primeira classe Nathan Chapman em 8 de janeiro de 2002.
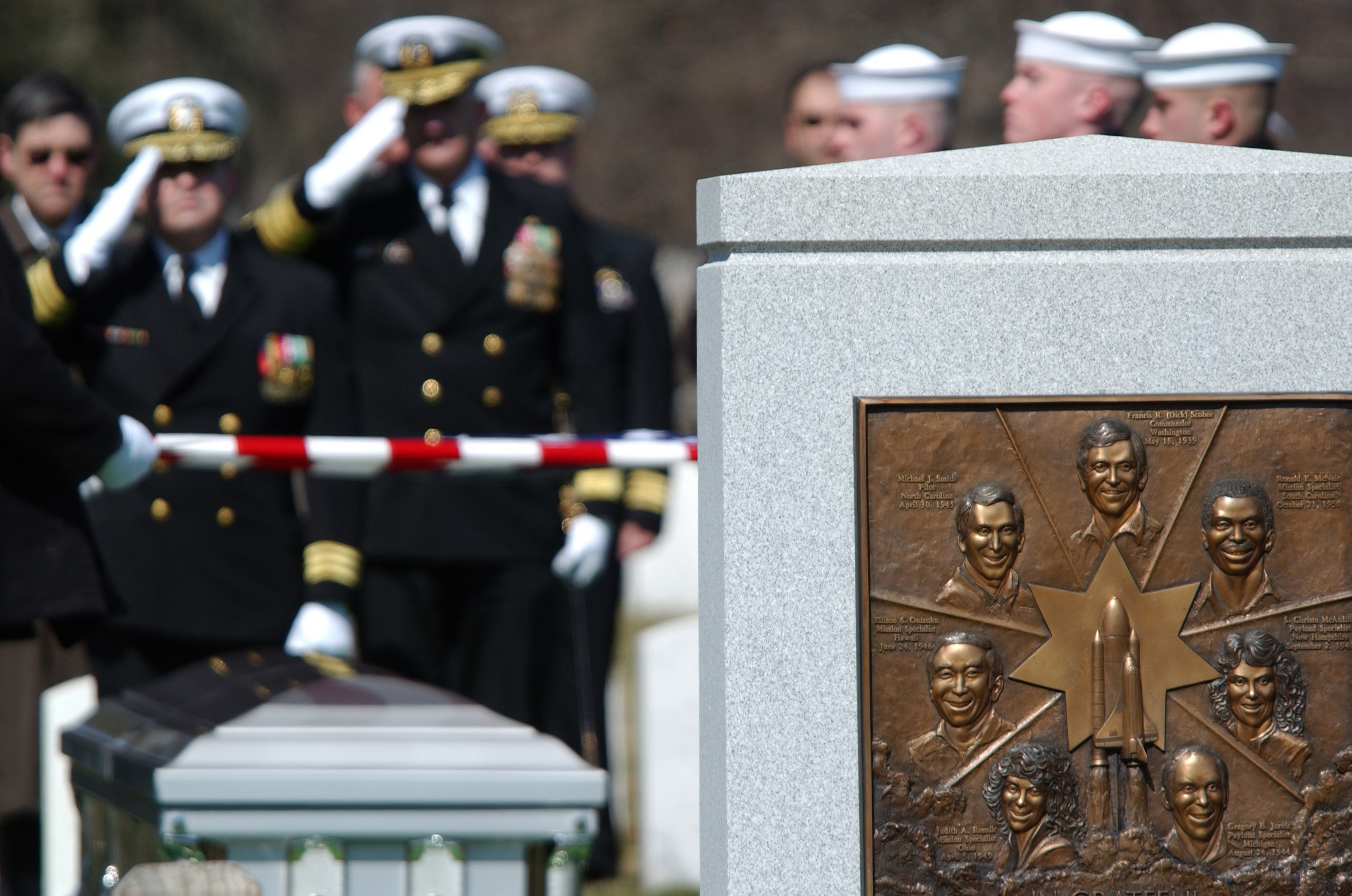
Uma equipe de caixão da Marinha dos Estados Unidos dobra a bandeira que cobre o caixão da astronauta da NASA e capitã da Marinha dos EUA Laurel Clark, que morreu no acidente do ônibus espacial Columbia em 2003.
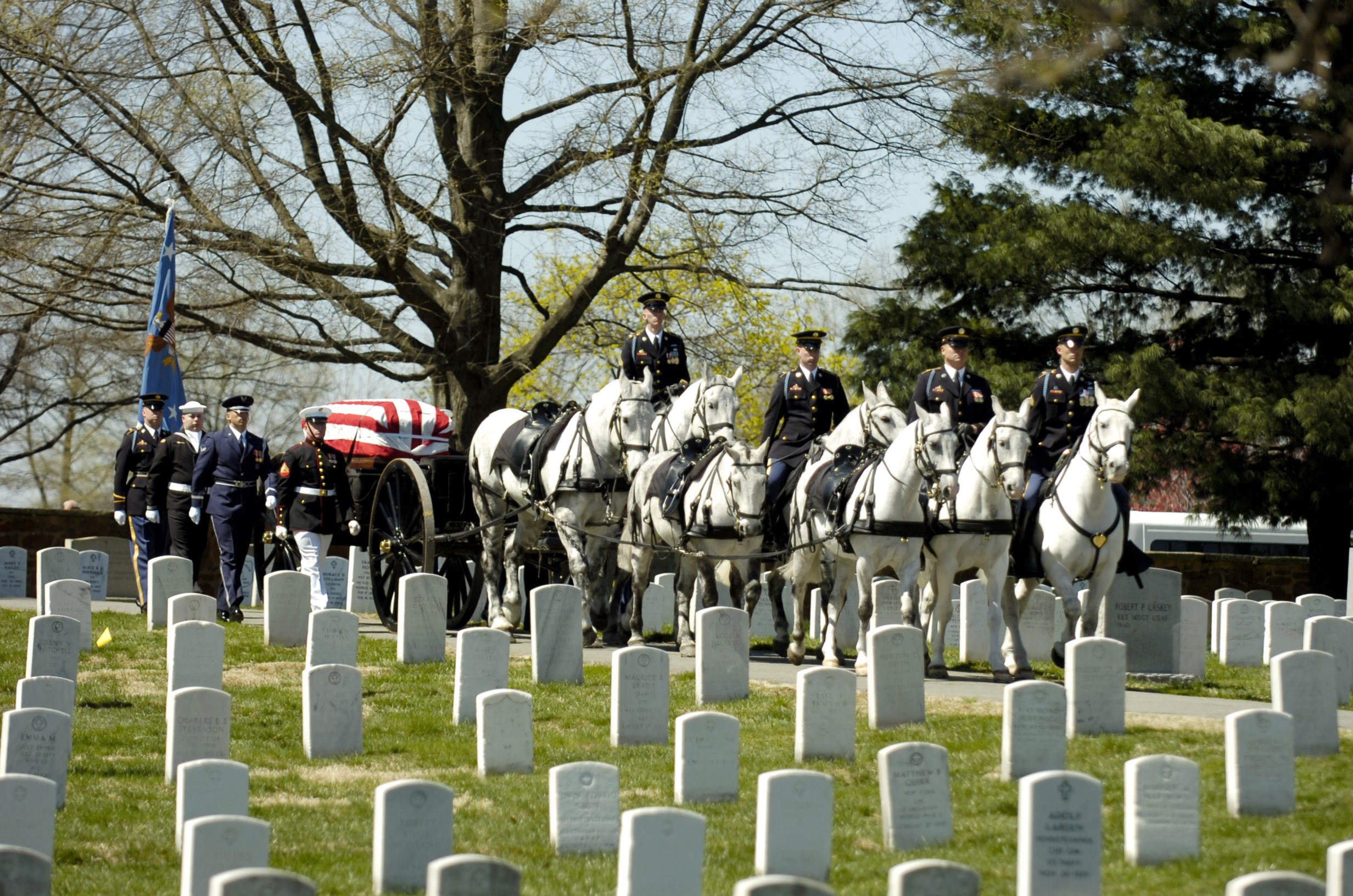
O caixão de Caspar Weinberger, 15º Secretário de Defesa dos Estados Unidos, em um cortejo fúnebre cerimonial a caminho do Cemitério Nacional de Arlington em 4 de abril de 2006.
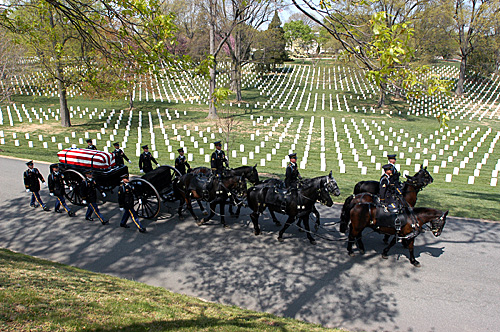
Uma equipe de caixão do 3º Regimento de Infantaria transporta os restos mortais do suboficial aposentado Michael J. Novosel durante um cortejo fúnebre no Cemitério Nacional de Arlington em 13 de abril de 2006.
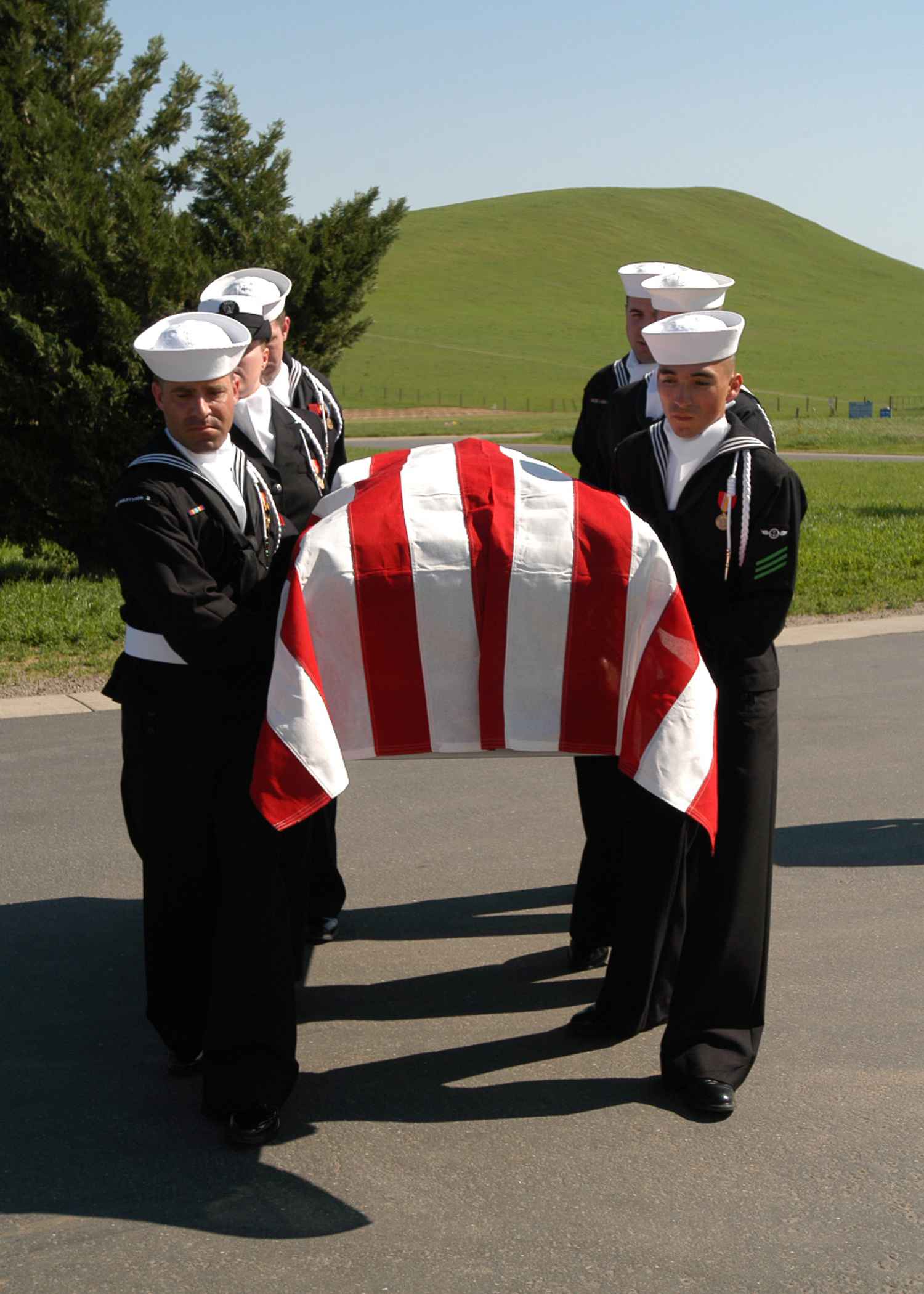
A Unidade Ceremonial designada para a Estação Aérea Naval de Lemoore prestando honras em um funeral militar no Cemitério Nacional do Vale de San Joaquin, em Gustine, Califórnia.
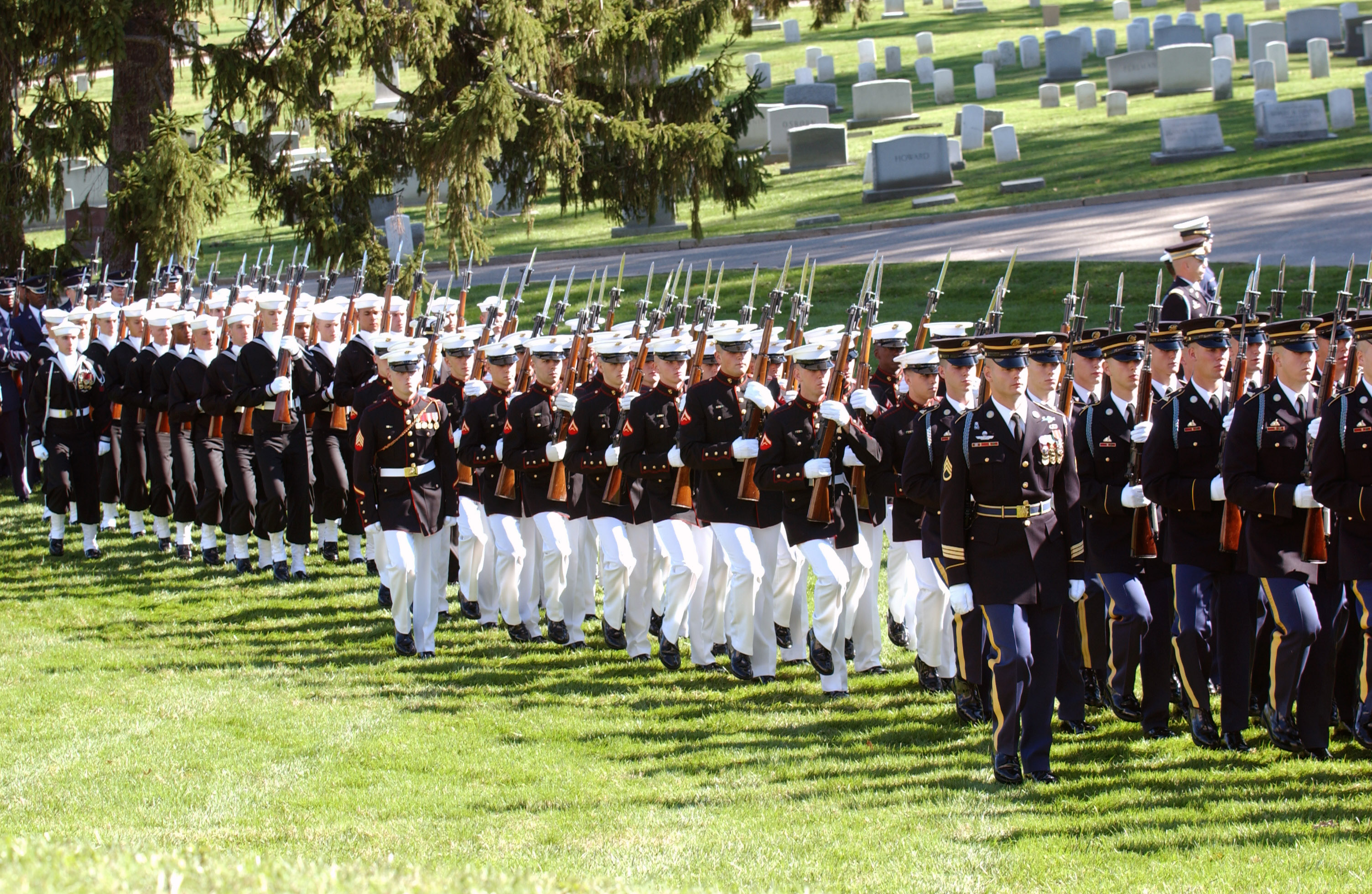
Pelotões de escolta marcham no Cemitério da Academia Naval dos Estados Unidos como parte do cortejo fúnebre do ex-Chefe do Estado-Maior Conjunto, almirante William J. Crowe, em 2007.
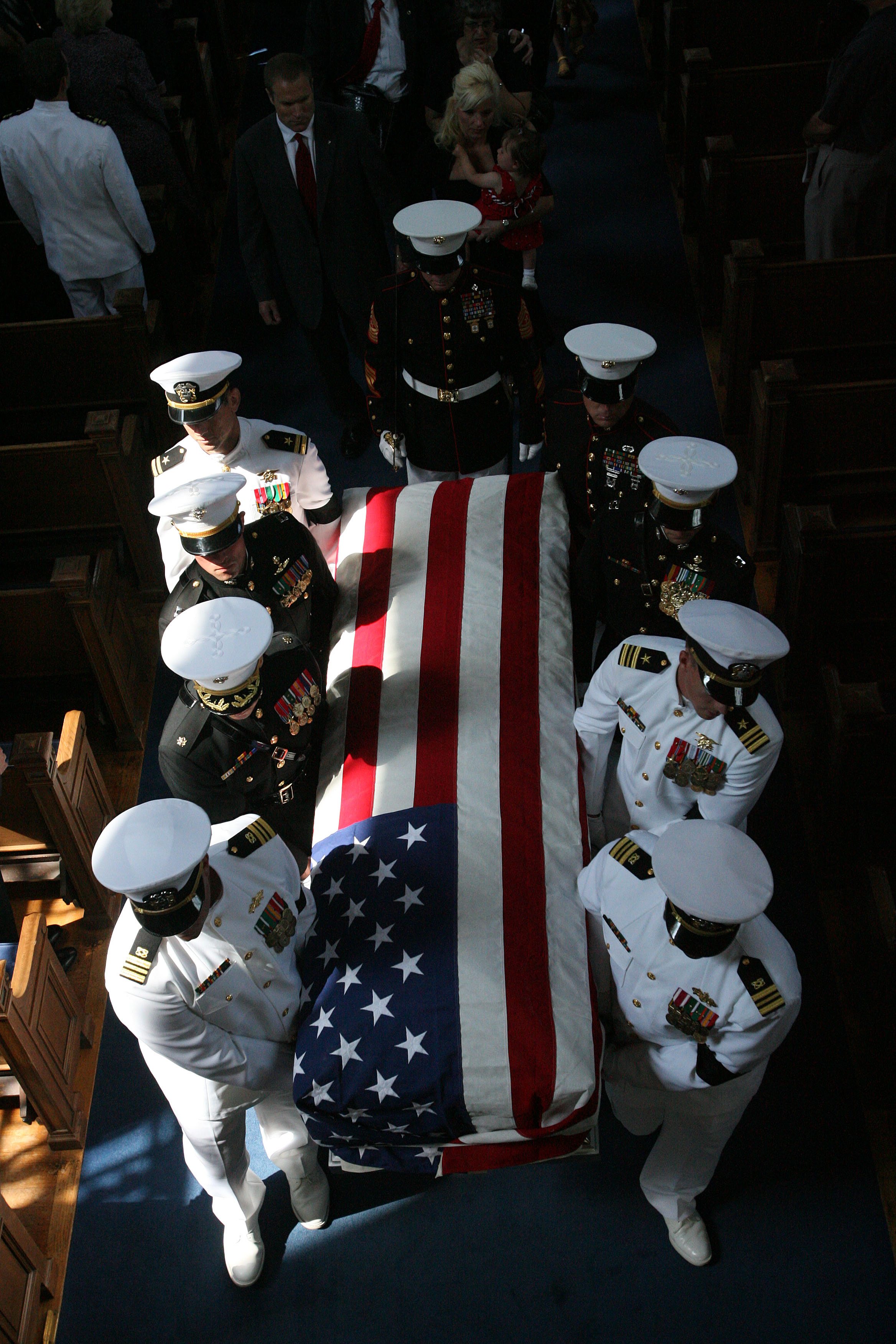
Uma equipe de caixões carrega o major Douglas A. Zembiec, ex-comandante da Companhia E, 2º Batalhão, 1º Regimento de Fuzileiros Navais, da Capela da Academia Naval em Annapolis, Maryland, após o funeral.